# Jean-Pierre Cortot

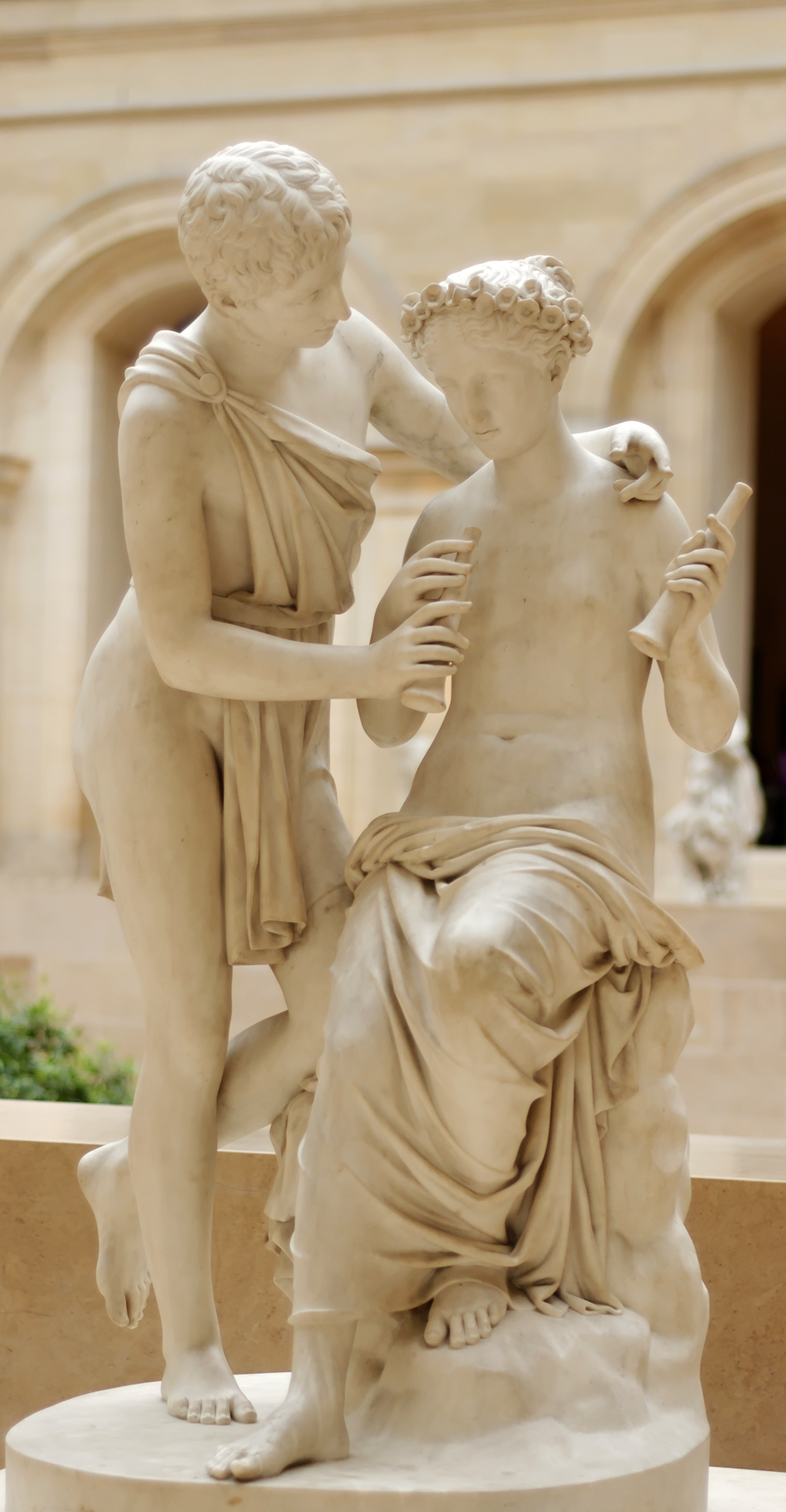
Daphnis en Chloë, Parijs, Louvre.

Jean-Pierre Cortot (Parijs, 20 augustus 1787 - Parijs, 12 augustus 1843) was een Frans beeldhouwer.

## Leven en werk
Cortot startte zijn carrière op 13-jarige leeftijd als leerling van de beeldhouwer Charles-Antoine Bridan. Hij was vervolgens assistent van een aantal andere beeldhouwers. Hij won de Prix de Rome voor beeldhouwkunst in 1809 en trok naar Italië, waar hij van 1810 tot 1813 verbleef in de Villa Medici in Rome. In 1819 keerde hij terug naar Frankrijk. In 1825 werd hij leraar aan de École des Beaux-Arts in Parijs. Tot 1840 exposeerde hij geregeld bij de Parijse salon. Hij werd in 1841 benoemd tot Officier in de orde van het Legioen van Eer.
Cortot maakte onder meer een reliëf van de triomf van Napoleon Bonaparte voor de Arc de Triomphe (1810) en allegorische voorstellingen van de Franse steden Brest en Rouen voor de Place de la Concorde in Parijs (1835-1838).
Hij overleed kort voor zijn 56e verjaardag en werd begraven op Cimetière du Père-Lachaise.